# San Rafael (Iloilo)
San Rafael is een gemeente in de Filipijnse provincie Iloilo op het eiland Panay. Bij de laatste census in 2010 telde de gemeente bijna 15 duizend inwoners.

## Geografie

### Bestuurlijke indeling
San Rafael is onderverdeeld in de volgende 9 barangays:
- Aripdip
- Bagacay
- Calaigang
- Ilongbukid
- Poblacion
- Poscolon
- San Andres
- San Dionisio
- San Florentino

## Demografie
San Rafael had bij de census van 2010 een inwoneraantal van 14.655 mensen. Dit waren 961 mensen (7,0%) meer dan bij de vorige census van 2007. Ten opzichte van de census van 2000 was het aantal inwoners gegroeid met 1.808 mensen (14,1%). De gemiddelde jaarlijkse groei in die periode kwam daarmee uit op 1,33%, hetgeen lager was dan het landelijk jaarlijks gemiddelde over deze periode (1,90%).

De bevolkingsdichtheid van San Rafael was ten tijde van de laatste census, met 14.655 inwoners op 67,05 km², 218,6 mensen per km².